# Quatuórviro
Quatuórviro ou quadrúnviro (em latim: Quattuorviri), na Roma Antiga, era cada um dos quatro funcionários que conservaram vias públicas. São várias as inscrições epigráficas que atestam ocupantes desta função, com as do homem ilustríssimo Quinto Júlio Claro e do jovem ilustríssimo Quinto Júlio Nepociano, que haviam falecido e sua mãe Calpúrnia Sabina lhes dedicou inscrição tumular. Outro uso do termo era para designar cada um dos quatro senadores que atuavam como autoridades maiores nos municípios e colônias.